# 指鰩
指鰩（學名：Dactylobatus armatus），為軟骨魚綱鰩目鰩科指鰩屬的一種，分布於中西大西洋美國南卡羅萊納州至墨西哥灣以及沿中美洲至委內瑞拉海域，深度300至900公尺，本魚身體狹窄，每個胸肌邊緣都有一個鏟形的裂片，體盤上表面呈灰白色。下表面黃白色，有鼠灰色雲紋，體長可達32公分，壽命可達9年，棲息在深海海域，為底棲性魚類，屬肉食性，卵生，生活習性不明。